# Dichromatos montanus
Dichromatos montanus är en insektsart som först beskrevs av Frédéric Carbonell och A. Mesa.  Dichromatos montanus ingår i släktet Dichromatos och familjen gräshoppor. Inga underarter finns listade i Catalogue of Life.